# Solon Aragão
Solon Correia de Aragão (Balsas, 9 de junho de 1921 – São Raimundo Nonato, 4 de dezembro de 2000) foi um padre, educador e político brasileiro, outrora deputado estadual pelo Piauí.

## Dados biográficos
Filho de Ascendino Pinto de Aragão e Eulina Correia de Aragão. Em sua cidade natal foi aluno do Educandário Coelho Neto e aos nove anos trabalhava na gráfica do seminário da cidade, onde teve o primeiro contato com o jornalismo. Com a mudança da família para a cidade piauíense de São Raimundo Nonato em 1932, tornou-se aluno de Dom Inocêncio Lopes Santamaria até ir estudar em Salvador e em Fortaleza, onde concluiu seus estudos. Ordenado em 1º de janeiro de 1944, tornou-se padre com menos de 24 anos, idade mínima exigida pelo Direito Canônico, o que foi contornado graças a uma autorização emitida pelo Papa Pio IX.
Designado sacerdote da paróquia de Bom Jesus estabeleceu-se em São João do Piauí em 1952 exercendo a função por quase meio século e na referida cidade atuou como educador sendo o artífice da fundação de um ginásio e uma escola secundária. Recebeu o título de Monsenhor em 1975.
Na seara política foi eleito deputado estadual pelo PTB em 1962, em 1966 foi candidato a senador pelo MDB, sendo derrotado por Petrônio Portela, candidato da ARENA. Durante o governo do presidente José Sarney, foi diretor regional da Fundação Nacional do Bem-Estar do Menor (FUNABEM) no Piauí. Seu último cargo público foi o de secretário de Cultura no governo Bona Medeiros, recebendo o título de cidadão piauiense em 1986.